# Gullereds församling
Gullereds församling var en församling i Skara stift och i Ulricehamns kommun. Församlingen uppgick 2006 i Hössna församling. 

## Administrativ historik
Församlingen har medeltida ursprung. År 1554 införlivades Tissereds församling. Det finns dokument som anger Strängsereds församling som ett kapellag i Gullereds församling från 1548 till 29 juli 1887, men i praktiken fungerade församlingen som en separat församling med egna kyrkoböcker. 
Församlingen var till 2006 annexförsamling i pastoratet Hössna, Gullered och Strängsered, till 1554 även omfattade Kinnareds och Tissereds församlingar och från 1962 även Böne, Knätte och Liareds församlingar och från 1983 även Kölingareds församling. Församlingen uppgick 2006 i Hössna församling.

## Kyrkor
- Gullereds kyrka